# Israel José Rubio
Israel José Rubio Rivero (ur. 11 stycznia 1981 w Bachaquero) – wenezuelski sztangista. Brązowy medalista olimpijski z Aten.
Zawody w 2004 były jego pierwszymi igrzyskami olimpijskimi. Medal wywalczył w wadze do 62 kilogramów z wynikiem 295 kilogramów - pierwotnie zajął czwarte miejsce, na podium "wskoczył" po dyskwalifikacji za doping Greka Leonidasa Sambanisa. Po raz drugi na igrzyskach wystartował w 2008 (trzynaste miejsce). Zdobył dwa medale igrzysk panamerykańskich: złoto w 2011 oraz brąz w 2003.